# Conte di Normanton
Conte di Normanton è un titolo nobiliare inglese nella Parìa d'Irlanda.

## Storia

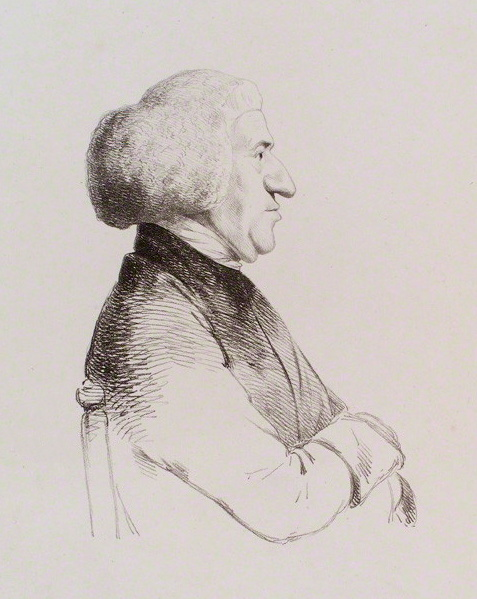
Charles Agar,
I conte di Normanton

Il titolo venne creato nel 1806 per Charles Agar, I visconte Somerton, arcivescovo di Dublino, il quale già era stato creato Barone Somerton, di Somerton nella Contea di Kilkenny, nel 1795 e Visconte Somerton, di Somerton nella Contea di Kilkenny, nel 1800, sempre nella parìa d'Irlanda. Lord Normanton sedette nella Camera dei lord dal 1800 al 1809 e fu uno dei 28 pari d'Irlanda originari. Suo nipote, il III conte, rappresentò la costituente di Wilton al parlamento dal 1841 al 1852. Nel 1873 venne creato Barone Somerton, di Somerley nella Contea di Southampton, nella Parìa del Regno Unito, fatto che concesse a tutti i suoi discendenti un seggio automatico alla camera dei lords britannica. Attualmente i titoli sono passato al pronipote del III conte, il VI conte, che è succeduto al padre nel 1967.
Il I conte di Normanton era inoltre fratello minore di James Agar, I visconte Clifden e nipote del politico Welbore Ellis il quale nel 1794 era stato creato Barone Mendip. Alla sua morte nel 1802 la baronia passò al pronipote visconte Clifden. I titoli rimasero uniti sino al 1974 quando la vicecontea si estinse. Ad ogni modo la baronia di Mendip sopravvisse e venne ereditata dal VI conte di Normanton, che divenne anche IX barone Mendip.
La sede della famiglia è posta a Somerley House, presso Ringwood, nell'Hampshire.

## Conti di Normanton (1806)
- Charles Agar, I conte di Normanton (1736–1809)
- Welbore Ellis Agar, II conte di Normanton (1778–1868)
- James Charles Herbert Welbore Ellis Agar, III conte di Normanton (1818–1896)
- Sidney James Agar, IV conte di Normanton (1865–1933)
- Edward John Sidney Christian Welbore Ellis Agar, V conte di Normanton (1910–1967)
- Shaun James Christian Welbore Ellis Agar, VI conte di Normanton (n. 1945)

L'erede apparente è il figlio dell'attuale detentore del titolo, James Shaun Christian Welbore Ellis Agar, visconte Somerton (n. 1982).